# Trevor Lacey
Pour les articles homonymes, voir Lacey.
Trevor Lacey, né le 13 octobre 1991 à Huntsville, Alabama, est un joueur américain de basket-ball. Il évolue au poste d'arrière.

## Clubs successifs
- 2011-2013 :  Crimson Tide de l'Alabama (NCAA).
- 2014-2015 :  Wolfpack de North Carolina State (NCAA).

## Statistiques

### Universitaires
Les statistiques en matchs universitaires de Trevor Lacey sont les suivants :
| Année     | Équipe               | Matches | Titul. | Min./m. | %tir | %3pts | %l-f | rbds/m. | pass/m. | int/m. | ctr/m. | pts/m. |
| --------- | -------------------- | ------- | ------ | ------- | ---- | ----- | ---- | ------- | ------- | ------ | ------ | ------ |
| 2011-2012 | Alabama              | 33      | 16     | 24,7    | 41,4 | 30,1  | 79,7 | 3,00    | 1,79    | 0,85   | 0,06   | 7,27   |
| 2012-2013 | Alabama              | 36      | 36     | 31,4    | 39,4 | 37,3  | 71,8 | 3,83    | 3,19    | 1,42   | 0,42   | 11,28  |
| 2014-2015 | North Carolina State | 35      | 35     | 35,9    | 43,6 | 39,2  | 73,8 | 4,57    | 3,46    | 0,89   | 0,20   | 15,74  |
| Total     |                      | 104     | 87     | 30,8    | 41,6 | 36,5  | 74,4 | 3,82    | 2,84    | 1,06   | 0,23   | 11,51  |

## Palmarès
- Second-team All-ACC – Media (2015)
- Third-team All-ACC – Coaches (2015)
- First-team Parade All-American (2011)
- 2× Alabama Mr. Basketball (2010, 2011)
- AHSAA Class 4A State champion (2011)
- 2x AHSAA Class 5A State champion (2008–2009)